# サシャ・ガイセル
サシャ・ガイセル（Saša Gajser、1974年2月11日 - ）は、スロベニア (旧ユーゴスラビア)・プトゥイ出身の元同国代表サッカー選手、サッカー指導者。ポジションはミッドフィールダー。

## 来歴
現役時代は主にスロベニア1部リーグでプレーし、1999年から3シーズンはベルギーのKAAヘントにも在籍した。また、スロベニア代表としてUEFA EURO 2000と2002 FIFAワールドカップにも出場した。

## 代表歴

### 出場大会
- スロベニア代表
  - 2002 FIFAワールドカップ

### 試合数
- 国際Aマッチ 27試合 1得点（1999年-2003年）[2]

| スロベニア代表 | 国際Aマッチ | 国際Aマッチ |
| 年             | 出場        | 得点        |
| -------------- | ----------- | ----------- |
| 1999           | 3           | 1           |
| 2000           | 4           | 0           |
| 2001           | 8           | 0           |
| 2002           | 9           | 0           |
| 2003           | 3           | 0           |
| 通算           | 27          | 1           |